# La Guaira
La Guaira − miasto w Wenezueli, położone niedaleko miasta Maiquetía, w którym znajduje się główne lotnisko kraju (obsługuje ruch lotniczy stolicy, Caracas). Stolica stanu Vargas.
Miasto gości profesjonalną drużynę baseballową w Wenezuelskiej Zawodowej Lidze Baseballu - Tiburones de La Guaira. Drużyna wygrała siedem mistrzostw krajowych od 1962 roku (rok założenia drużyny).
Miasto założono w 1577 roku, obecnie liczy 29 404 mieszkańców.